# I Promessi Sposi

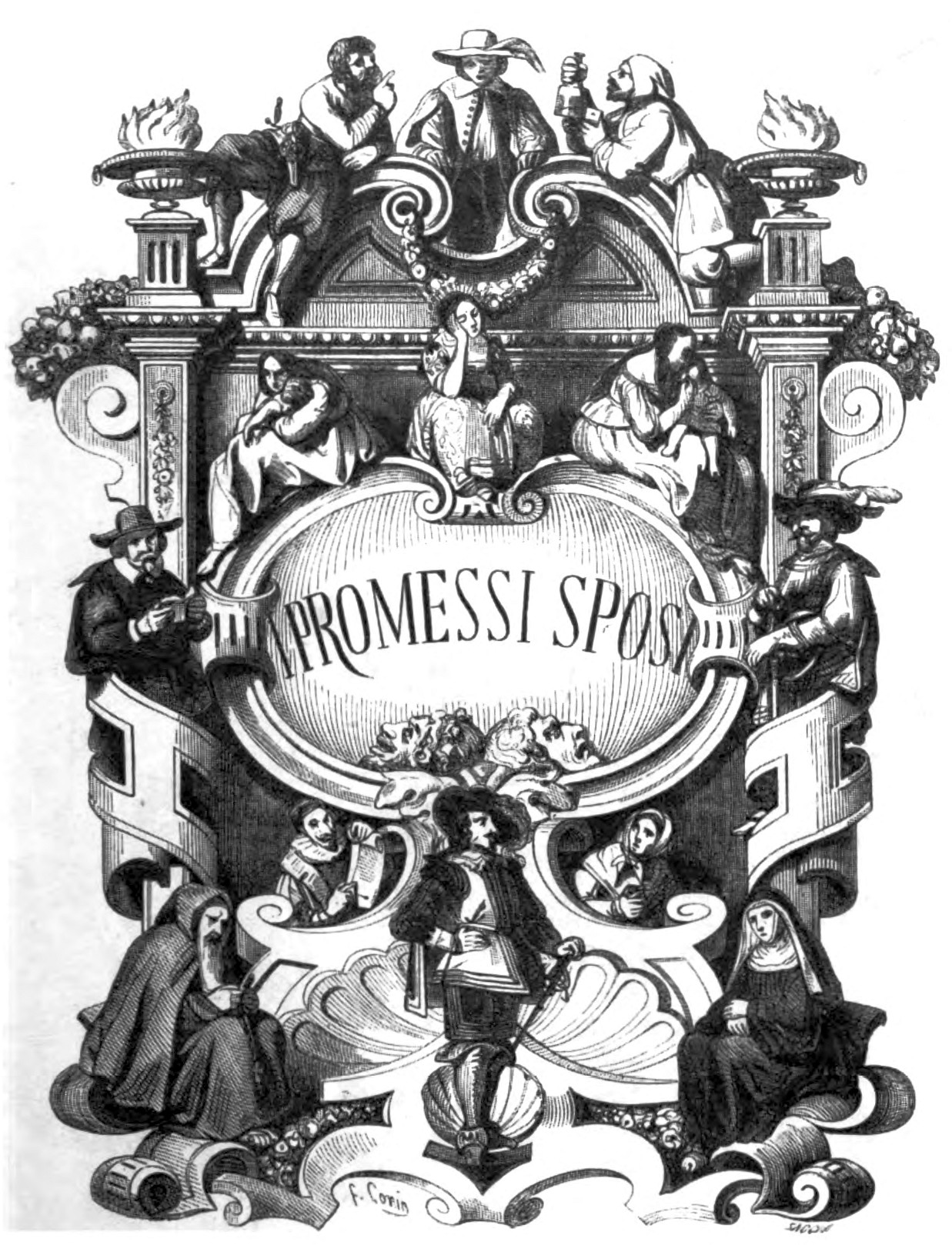
Frontispiz der Ausgabe von 1840

I Promessi Sposi (deutsch: Die Verlobten oder Die Brautleute) ist der Titel eines historischen Romans des italienischen Autors Alessandro Manzoni. Die erste Fassung erschien 1827 und die endgültige 1840–1842 in Mailand. Der Untertitel Storia milanese del secolo XVII, scoperta e rifatta da Alessandro Manzoni („Mailändische Geschichte aus dem 17. Jahrhundert, entdeckt und neu eingerichtet von Alessandro Manzoni“) weist das Werk als Nacherzählung einer vorgefundenen Quelle aus. In Wahrheit ist diese Angabe eine Herausgeber- bzw. Manuskriptfiktion und das Werk Manzonis ist das erste Beispiel des modernen italienischen Romans und eines der wenigen Werke der italienischen Romantik.

## Überblick über die Haupthandlung

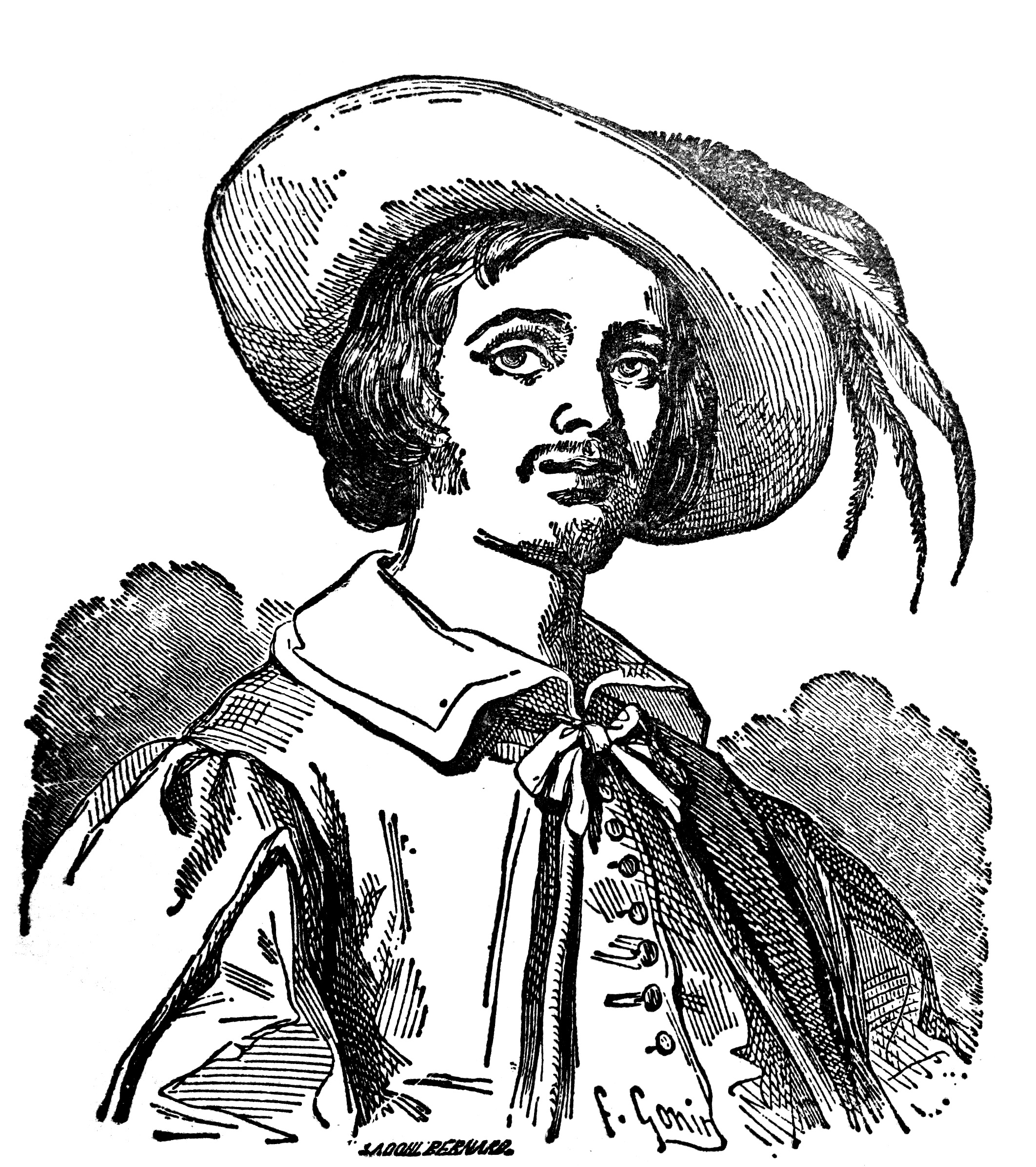
Renzo in der Ausgabe von 1840 (Illustration von Francesco Gonin)

Manzonis Roman spielt in den Jahren 1628–1630 im Herzogtum Mailand, das damals von Spanien beherrscht wurde, sowie im benachbarten Bergamo, das zur Republik Venedig gehörte, und handelt von zwei jungen Leuten, Renzo und Lucia, die in einem Dorf bei Lecco am Comer See leben und heiraten wollen, aber von dem örtlichen Feudalherrn Don Rodrigo, der sein Auge auf Lucia geworfen hat, daran gehindert und verfolgt werden, weshalb sie aus ihrem Dorf fliehen müssen.
Lucia findet durch die Hilfe des Kapuzinermönchs Pater Cristoforo Zuflucht in einem Nonnenkloster in Monza, wo die rätselhafte adlige Nonne Gertrude, meist nur als „die Signora“ bezeichnet, sich ihrer annimmt. Renzo zieht nach Mailand, wo er in einen Volksaufstand wegen zu hoher Brotpreise gerät. Er wird als politischer Aufwiegler beschuldigt und verhaftet, kann aber entkommen und über die Grenze in ein Dorf bei Bergamo zu einem dort lebenden Vetter fliehen. Unterdessen wird Lucia auf Betreiben Don Rodrigos aus dem Kloster entführt und in die hoch auf einem steilen Felsen gelegene Burg eines Feudalherrn gebracht, der weit und breit als brutaler Raubritter gefürchtet und stets nur als „der Ungenannte“ bezeichnet wird. Dieser große Tyrann wird jedoch von Lucias frommer Unschuld und sanfter Reinheit sowie einer Begegnung mit dem charismatischen Mailänder Erzbischof Federico Borromeo so tief beeindruckt, dass er sich zu einem gläubigen Christen bekehrt und fortan als Friedensfürst und Wohltäter seiner Untergebenen wirkt. Er lässt Lucia frei und sie kommt bei einer reichen Familie in Mailand unter. Dort bricht bald darauf eine von Landsknechten importierte Pestepidemie aus, die sich bis ins venezianische Gebiet ausbreitet. Auch Renzo erkrankt, überlebt jedoch. Als er erfährt, dass Lucia in Mailand lebt, macht er sich auf die Suche nach ihr, irrt durch die von der Pest verheerte Stadt und findet seine Braut schließlich im Lazarett, wo sie, ursprünglich als Patientin eingeliefert, nach gleichfalls überstandener Krankheit als Pflegerin arbeitet. Jetzt muss noch ein Hindernis für die Hochzeit überwunden werden: Lucia hat auf der Burg des „Ungenannten“ ein Gelübde abgelegt, auf die Ehe zu verzichten, sollte sie aus den Fängen des Raubritters gerettet werden. Pater Cristoforo, der ebenfalls im Lazarett tätig ist, löst das Gelübde, weil es gegenüber dem zuerst geäußerten Eheversprechen zweitrangig ist. So kann das Paar schließlich heiraten. Die beiden verlassen zusammen mit Agnese ihre Heimat, kaufen in der Nähe von Bergamo eine Seidenspinnerei und bekommen viele Kinder.
Alles ist gut geworden, nach so viel Unglück und Nöten, und als die beiden nun glücklich Verheirateten sich am Ende nach der Lehre aus alldem fragen, gelangen sie zu dem Schluss, „dass Unglück und Nöte zwar häufig kommen, weil man ihnen Grund zum Kommen gegeben hat, aber dass auch die vorsichtigste und unschuldigste Lebensführung nicht genügt, um sie sich fernzuhalten, und dass, wenn sie kommen, ob durch eigene Schuld oder nicht, sie durch das Vertrauen in Gott gemildert und für ein besseres Leben nützlich gemacht werden können. Dieser Schluss scheint uns so richtig, obwohl er von einfachen Leuten gezogen worden ist, dass wir ihn hier ans Ende setzen wollen, gleichsam als den Kern der ganzen Geschichte.“

## Inhalt
| → Inhalt |
| Der Autor behauptet im Vorwort, sein Roman sei die Bearbeitung einer anonymen Handschrift aus dem 17. Jahrhundert, die eine wunderschöne Geschichte erzähle, die den Lesern nicht unbekannt bleiben solle. Doch wegen der ausschweifenden uneinheitlichen, zwischen Genialität und Plumpheit wechselnden Erzählweise und der fehlerhaften Sprache habe er den Text umgeformt und durch Erklärungen ergänzt. Die Geschichte handelt von zwei einander versprochenen jungen Leuten, dem Seidenspinner Lorenzo (Renzo) Tramaglino und Lucia Mondella, die in einem Dorf bei Lecco am südlichen Ende des Comer Sees leben und heiraten wollen, aber in die Abgründe der Machtpolitik und der gesellschaftlichen Strukturen zu Anfang des 17. Jhs. in Oberitalien geraten. Ihre Leidenszeit beginnt mit dem Übergriff des lokalen Feudalherrn Don Rodrigo, der mit seinem Vetter Graf Attilio eine Wette abgeschlossen hat, Lucia zu seiner Geliebten zu machen. Am 7. November 1628 erpressen seine Wächter, die gewalttätigen „Bravi“, den Dorfpfarrer Don Abbondio, das Brautpaar nicht zu trauen (Kap. 1). Renzo und Lucia versuchen nach der Weigerung des verängstigten Pfarrers auf verschiedenen Wegen zu ihrem Ziel zu kommen, doch sie haben keinen Erfolg: Renzo konsultiert erfolglos einen von Rodrigo abhängigen Rechtsanwalt, den „Doktor Rechtsverdreher“, in Lecco (Kap. 3). Lucia und ihre Mutter Agnese bitten dann den Kapuzinermönch Pater Cristoforo um Hilfe, der Rodrigo vergeblich ins Gewissen zu reden versucht (Kap.6). Die folgenden drei Handlungen laufen nun gleichzeitig turbulent ab: Rodrigo beauftragt seine Bravi mit der Entführung Lucias in seinen Palast (Kap. 8). Diese finden jedoch Agneses Haus leer vor, denn sie versucht zu dieser Zeit den Pfarrer mit einem alten Brauch, dem Bekenntnis der beiden Verlobten zur Ehe vor zwei Zeugen im Pfarrhaus zu überrumpeln. Abbondio kann jedoch die Zeremonie abbrechen, indem er aus dem Fenster um Hilfe ruft. Der Messner läutet darauf die Sturmglocken. Die Bravi fürchten den Verrat ihrer Entführung und flüchten. Cristoforo hat bereits von dem Plan Rodrigos erfahren und ruft Lucia, Agnese und Renzo zu sich ins Kloster in Pescarenico. Um sie in Sicherheit zu bringen, organisiert er für Lucia eine Unterkunft in Monza und für Renzo eine in Mailand. Im Folgenden werden die Renzo- und Lucia-Handlungsstränge getrennt im Wechsel vorgetragen. Renzo wandert nach Mailand, das damals von der spanischen Linie der Habsburger beherrscht wurde (Kap. 11), und gerät dort in einen Volksaufstand gegen die Erhöhung des Brotpreises (Kap. 12). Die unzufriedenen Menschen stürmen Bäckereien, plündern sie aus und versuchen in das Haus des Proviantverwesers, den sie für die Nahrungsmittelknappheit verantwortlich machen, einzudringen. Ihm kommt der Großkanzler Antonio Ferrer zu Hilfe. Dieser hatte die Krise ausgelöst, indem er vor der Erhöhung den Brotpreis unrealistisch niedrig unterhalb der Produktionskosten festsetzte, so dass die Bäckereien kein Mehl mehr kaufen und nicht mehr backen konnten. Jetzt tritt er als Volksfreund auf und beschwichtigt geschickt die Demonstranten durch die Zusage „Brot und Gerechtigkeit“. Er verspricht zum Schein, den Verweser zu bestrafen, und rettet ihn so aus seinem Haus (Kap. 13). Renzo ist wie die Menge davon überzeugt, dass Ferrer gerechte Gesetze erlässt, und hält aus seiner eigenen Erfahrung erlittenen Unrechts heraus eine Rede gegen die Gewaltherrscher und Tyrannen, die sich nicht an die Gesetze halten. Ein Polizeispitzel hört dies und verhaftet ihn als Aufwiegler und Anführer der Rebellen gegen die Regierung. Auf dem Weg zum Gerichtsgebäude kann er sich mit Hilfe einiger Passanten von den Schergen befreien, aus der Stadt fliehen und in einem nächtlichen Fußmarsch über den Fluss Grenzfluss Adda ins venezianische Bergamo entkommen (Kap. 15–17). Dort findet er am 13. November Aufnahme bei seinem Vetter Bortolo. Die Renzo-Handlung wird nach dem Wechsel zu Lucias Geschichte einige Kapitel später fortgesetzt: Als auf Druck der Regierung Mailands im bergamaskischen Gebiet nach dem angeblichen Aufrührer gesucht wird, taucht er untern dem Namen Antonio Rivolta unter und arbeitet in einer 15 Meilen entfernten Manufaktur (Kap. 26). Bortolo streut verschiedene Gerüchte über sein Verschwinden und verwischt dadurch seine Spur. Renzo gelingt auf komplizierten Wegen eine Korrespondenz mit Agnese, die aber, da beide nicht lesen und schreiben können, durch die verschiedenen Stationen der mündlichen und schriftlichen Übertragung zu Missverständnissen bei Renzo über das Gelübde Lucias führt (Kap. 27). Ein halbes Jahr später hat sich die Republik Venedig wieder vom Einfluss Mailands befreit und Renzo kehrt zu Bortolo zurück, erkrankt an der Pest, überlebt und macht sich auf den Weg in seine Heimat, um nach Agnes und Lucia zu suchen. Lucia findet in einem Kloster in Monza Zuflucht (Kap. 9). Hier nimmt sich die wegen ihrer adligen mailändischen Familie „Signora“ genannte Nonne Gertrude ihrer an. Die Signora, die gegen ihren Willen auf Druck des Vaters Nonne werden musste, führt hinter frommer Maske ein Doppelleben und wird durch ihre verbotene Leidenschaft zu dem im Nachbarhaus wohnenden schurkischen jungen Egidio in zwei Verbrechen verstrickt. Sie lässt vermutlich durch ihren Geliebten eine Laienschwester, die der geheimen Affäre auf die Spur gekommen ist, ermorden (Kap. 10) und muss nach einer Phase der Freundschaft mit Lucia deren Entführung zulassen, die ihr Freund für einen mächtigen Raubritter, den „Ungenannten“, organisiert (Kap. 20). Später (Kap. 37) erfährt Lucia, dass Gertrude „grässlicher Handlungen“ beschuldigt und in ein Kloster nach Mailand versetzt wurde, wo sie ihr Unrecht einsah und dort für ihre Sünden büßt. In einem Gasthaus in Mailand hat Renzo vor seiner Verhaftung im angetrunkenen Zustand seinen Namen und seine Herkunft verraten, und deshalb wird nach seiner Flucht in Lecco nach ihm gesucht. Die Nachricht von seiner angeblichen Rebellion erreicht auch Pater Cristoforo, Lucia und Agnese. Don Rodrigo nutzt sofort diese Situation aus, um seinen Plan, Lucia in seine Gewalt zu bringen, wieder aufzunehmen, und schickt seinen Vetter Attilio nach Mailand zu ihrem gräflichen Oheim, der dort ein einflussreiches Mitglied des „Geheimen Rates“ ist (Kap. 18). Diesem gelingt es durch seine Diplomatie, dass der Oheim seinen guten Bekannten Pater Provinzial, den Vorgesetzten Cristoforos, überredet, den Beschützer Lucias und des von der Polizei als Aufrührer gesuchten Renzos in das weit entfernte Kloster nach Rimini versetzen zu lassen (Kap. 19). Den Aufenthaltsort Lucias hat Rodrigo inzwischen durch seinen Bravi-Kommandanten, den „Grauen“, herausgefunden (Kap. 18). Nach dieser Vorarbeit sucht Rodrigo den berüchtigtsten und gefürchtetsten Raubritter der Region, den „Ungenannten“ (Innominato), auf und bittet ihn um Hilfe bei der Entführung Lucias aus dem Kloster. Der „Ungenannte“ ist zwar auf dem Weg der Reue wegen seiner vielen Übeltaten und will keine Gewalttaten mehr begehen, doch die Unternehmung entfacht noch einmal seine Dämonie, da ihm Cristoforo, der Feind aller Tyrannen, verhasst ist und er schon bei der Nennung des Klosters der Signora einen Plan für die Durchführung im Sinn hat (Kap. 20). Er kennt Egidio aus gemeinsamen Unternehmungen und weiß von dessen Affäre mit der Nonne. Er gibt ihm den Befehl, die Entführung vorzubereiten, indem er Gertrude zwingt, Lucia mit einem Auftrag zu Pater Guardian zu schicken. Auf dem Weg wird sie in eine Kutsche gezerrt und auf die Burg des „Ungenannten“ gebracht, die nicht weit entfernt von Lecco liegt. Lucia legt in ihrer Angst vor gewaltsamen Übergriffen ein Gelübde ab, auf Renzo zu verzichten und Nonne zu werden, wenn die Madonna sie aus dieser Gefahr rettet. Der ungenannte Raubritter ist von Lucias frommer Unschuld und sanfter Reinheit so tief beeindruckt, dass er sein verbrecherisches Leben nicht mehr weiterführen will (Kap. 21). Gerade an diesem Tag seiner Bereitschaft zur Reue besucht der vom Volk als Heiliger verehrte Erzbischof von Mailand Federico Borromeo die um die Burg gelegenen Dörfer, und der „Ungenannte“ nutzt die Gelegenheit zu einem Gespräch mit ihm (Kap. 23). Der Kardinal empfängt ihn freundlich, hört seine Beichte und seine Bereitschaft, Buße zu tun und sein Leben zu ändern, und vergibt ihm wie einem wiedergefundenen verlorenen Sohn seine Verbrechen. Als erstes Zeugnis seiner Bekehrung lässt der Burgherr Lucia ins Dorf bringen, wo sie bei einer Schneiderfamilie auf die Ankunft ihrer Mutter wartet. Der „Ungenannte“ erklärt seinen Bravi seinen Entschluss und ruft sie auf, ihr Leben ebenfalls zu ändern. Er legt seine Waffen ab und will von jetzt an als Friedensfürst und Wohltäter seiner Untergebenen wirken (Kap. 24). Durch diese Wandlung verliert Don Rodrigo seinen Rückhalt und seine Autorität bei der Bevölkerung und setzt sich nach Mailand ab (Kap. 25). Das Mailänder Ehepaar Don Ferrante und Donna Prassede, das in der Nähe des Dorfes ein Landgut besitzt, bietet Lucia an, sie bei sich aufzunehmen. Prassede wird vom Erzähler als dogmatische Wohltäterin karikiert, die ihre Fürsorge mit einer Erziehung zum Gehorsam verbindet und sich ständig richtungsweisend in das Leben ihrer erwachsenen Kinder einmischt (Kap. 25 und 27). Ihr Mann ist ein ebenso besessener und von sich überzeugter Amateur-Universalgelehrter, der die Ursachen der Pest, an der er und seine Frau sterben, in der Konjunktion des Saturns mit dem Jupiter sieht und menschliche Übertragungswege leugnet sowie Quarantänemaßnahmen als wirkungslos ablehnt (Kap. 37). Kardinal Federigo greift weiterhin in die Handlung ein, indem er mit Don Abbondio ein Gespräch über dessen Pflichten als Gemeindepfarrer führt (Kap. 25 und 26). Von Agnese hat er von dessen Weigerung, Lucia und Renzo zu trauen, erfahren und macht ihn für die Folgen seiner Feigheit verantwortlich. Dieser entgegnet, für einen Kardinal sei es leicht, über das zeitliche und ewige Leben zu moralisieren, aber er stecke nicht in der Haut eines armen Priesters, der täglich von Raubrittern und deren Bravi bedroht werde. Agnese kehrt nach Lucias Unterbringung bei Ferrante und Prassede in Mailand mit Don Abbondio für kurze Zeit in ihr Dorf zurück. Nachdem die nach Italien ziehenden plündernden Habsburger Söldnerheere das Gebiet um Lecco erreichen, sucht Agnese mit Don Abbondio und seiner Haushälterin Perpetua für die Zeit der Bedrohung in der Burg des zum Wohltäter gewandelten „Ungenannten“ Zuflucht (Kap. 29 und 30). Anschließend kehren sie in ihr Dorf zurück und Agnese kommt bei Verwandten in Pasturo unter (Kap. 33). In den folgenden Kapiteln werden die bisher getrennten Renzo- und Lucia-Handlungsstränge wieder zusammengeführt. Renzo umgeht auf seinem Weg in die Heimat das von der Pest befallene Mailand und kehrt erst, nachdem er Lucias Aufenthaltsort erfahren hat, in die Stadt zurück (Kap. 33). In den vorausgehenden Kapiteln beschreibt der Erzähler, wie es zu der Pestepidemie kam. Als Folge der Brotpreisstreits (Kap. 13) bricht eine Hungersnot aus (Kap. 27), die eine Verelendung der Stadt und die Ausbreitung von Seuchen zur Folge hat. Verstärkt wird die Not der Bewohner durch den Durchzug marodierender und plündernder Söldnerheere, die 1629 für den deutschen Kaiser Ferdinand II. im Zusammenhang mit der Auseinandersetzung zwischen Frankreich und Habsburg um die Vorherrschaft in Norditalien in den mantuanischen Erbfolgekrieg eingreifen sollen und die Pest einschleppen (Kap. 28). In zwei Kapiteln beschreibt der Autor ausführlich die Ausbreitung der Epidemie und das Verhalten der Menschen: Anfangs verdrängen die Bewohner die ernste Situation, melden die Krankheiten nicht den Behörden und umgehen die Quarantänemaßnahmen. Dann, als die Wahrheit nicht mehr zu leugnen ist und die Zahl der Toten sprunghaft steigt, verbreiten sich Gerüchte, „Salber“ und Hexer hätten die Wände der Häuser mit vergifteten Substanzen angestrichen und Pulver verstreut. Verdächtige Personen werden denunziert und hingerichtet. Man sucht die Ursache in einer Konstellation der Gestirne oder in einer Strafe Gottes und ruft zu Gebeten auf. Ärzte, die wissen, dass die Krankheit durch Berührungen übertragen werden, wagen nicht vor Bittprozessionen zu warnen, die zu vielen neuen Ansteckungen führen. Moralische Werte wie Solidarität außerhalb des familiären Zusammenhalts schwinden zunehmend. Leere Häuser werden ausgeraubt und viele abgestumpfte und korrupte „Monatti“, die Leichentransporteure, ignorieren die Sicherheitsbestimmungen und verkaufen die Kleider der Toten. Die Gesundheitsbehörden verlieren die Kontrolle, und die Erkrankten können nicht mehr ausreichend versorgt werden, so dass viele verhungern und die Toten zeitweise nicht mehr beerdigt werden, weil es zu wenig Personal dafür gibt. Als Renzo auf der Suche nach Lucia in seine Heimat zurückkehrt, sieht er, dass dort inzwischen marodierende Söldner die Häuser zerstört und die Pest eingeschleppt haben. Viele Bewohner leben nicht mehr, auch Perpetua ist gestorben. Don Abbondio hat überlebt und erzählt ihm, dass Lucia nach Mailand und Agnese zu Verwandten ins nahegelegene Dorf Pasturo gegangen sind. So verlässt Renzo wieder das verwüstete und entvölkerte Gebiet und wandert zurück nach Mailand (Kap. 33). Auf seinem Weg durch die Stadt erlebt er die vom Erzähler in den vorausgegangenen Kapiteln beschriebenen Folgen der Pest (Kap. 34). Er läuft durch menschenleere Straßen, muss den Wächtern ausweichen und wird bei der Suche nach Ferrantes und Prassedes Haus als „Salber“ verdächtigt. Auf einem Leichenkarren, zwischen Toten versteckt, flieht er und erreicht das Lazarett der evakuierten Kranken. Dort trifft er auf Pater Cristoforo, der aus Rimini herbeigeilt ist und sich, selbst infiziert, um die Kranken kümmert. Auch der in die Stadt geflohene Don Rodrigo ist an der Pest erkrankt (Kap. 33). Renzo sieht ihn bei der Suche nach Luzia im Hospital und verzeiht, auf Pater Cristoforos Ermahnung hin, dem Sterbenden aus christlicher Nächstenliebe, was er ihm und seiner Verlobten angetan hat (Kap. 35). Im Frauenlager begegnet er anschließend, nach fast zweijähriger Trennung, seiner Braut Lucia (Kap. 36). Sie hat die Erkrankung überwunden und pflegt jetzt die Patientinnen, u. a. eine wohlhabende Kaufmannsfrau, die ihre ganze Familie verloren hat und Lucia anbietet, nach Ende der Epidemie als ihre Tochter in ihrem Haus zu leben, bis sie von ihrer Mutter Nachricht erhält. Lucia fühlt sich an ihr Gelübde gebunden und bittet Renzo, dies zu akzeptieren und sie nicht mehr zu besuchen. Doch dieser holt Pater Cristoforo zu Hilfe, der ihr erklärt, dass das Eheversprechen vor Gott das ältere Recht hat vor dem späteren Gelübde der Madonna gegenüber und sie vom Gelübde entbindet. Während Lucia zuerst bei der Witwe in Mailand bleibt, wandert Renzo nach Pasturo zu Agnese und informiert sie über Lucias Überleben und die Aufhebung des Gelübdes. Lucia und die Witwe folgen ihm bald darauf. Die Protagonisten treffen sich in ihrem alten Wohnort und beraten über ihr zukünftiges Leben. Da der Fideikommisserbe Don Rodrigos und neue Burgherr den Haftbefehl gegen Renzo aufhebt, dessen und Agneses Haus kauft und dafür großzügig über Wert bezahlt, überwindet Don Abbondio seine Angst vor der Obrigkeit und traut die Brautleute. Die beiden und Agnese nehmen Abschied von ihrer Heimat und reisen in die bergamaskische Region zu Vetter Bortolo. Dort kommt jedoch Renzo nicht mehr mit den Einwohnern zurecht und reagiert empfindlich auf deren Spott, dass er so lange treu nach einem Mädchen mit einem gewöhnlichen bäuerlichen Aussehen gesucht hat. Ein Ausweg aus dieser gestörten Atmosphäre bietet sich durch den mit Bortolo gemeinsamen Kauf einer Spinnerei in der Nähe Bergamos. In der neuen Umgebung fühlen sich alle wohl. Die Geschäfte entwickeln sich gut und Lucia und Renzo leben in einem Familienidyll mit vielen Kindern, die alle lesen und schreiben lernen, um im Leben nicht wie ihre Eltern übervorteilt zu werden. Als die beiden sich am Ende fragen, welche Lehre aus alldem zu ziehen sei, gelangen sie zu dem Schluss, „dass Unglück und Nöte zwar häufig kommen, weil man ihnen Grund zum Kommen gegeben hat, aber dass auch die vorsichtigste und unschuldigste Lebensführung nicht genügt, um sie sich fernzuhalten, und dass, wenn sie kommen, ob durch eigene Schuld oder nicht, sie durch das Vertrauen in Gott gemildert und für ein besseres Leben nützlich gemacht werden können. Dieser Schluss scheint uns so richtig, obwohl er von einfachen Leuten gezogen worden ist, dass wir ihn hier ans Ende setzen wollen, gleichsam als den Kern der ganzen Geschichte.“ |

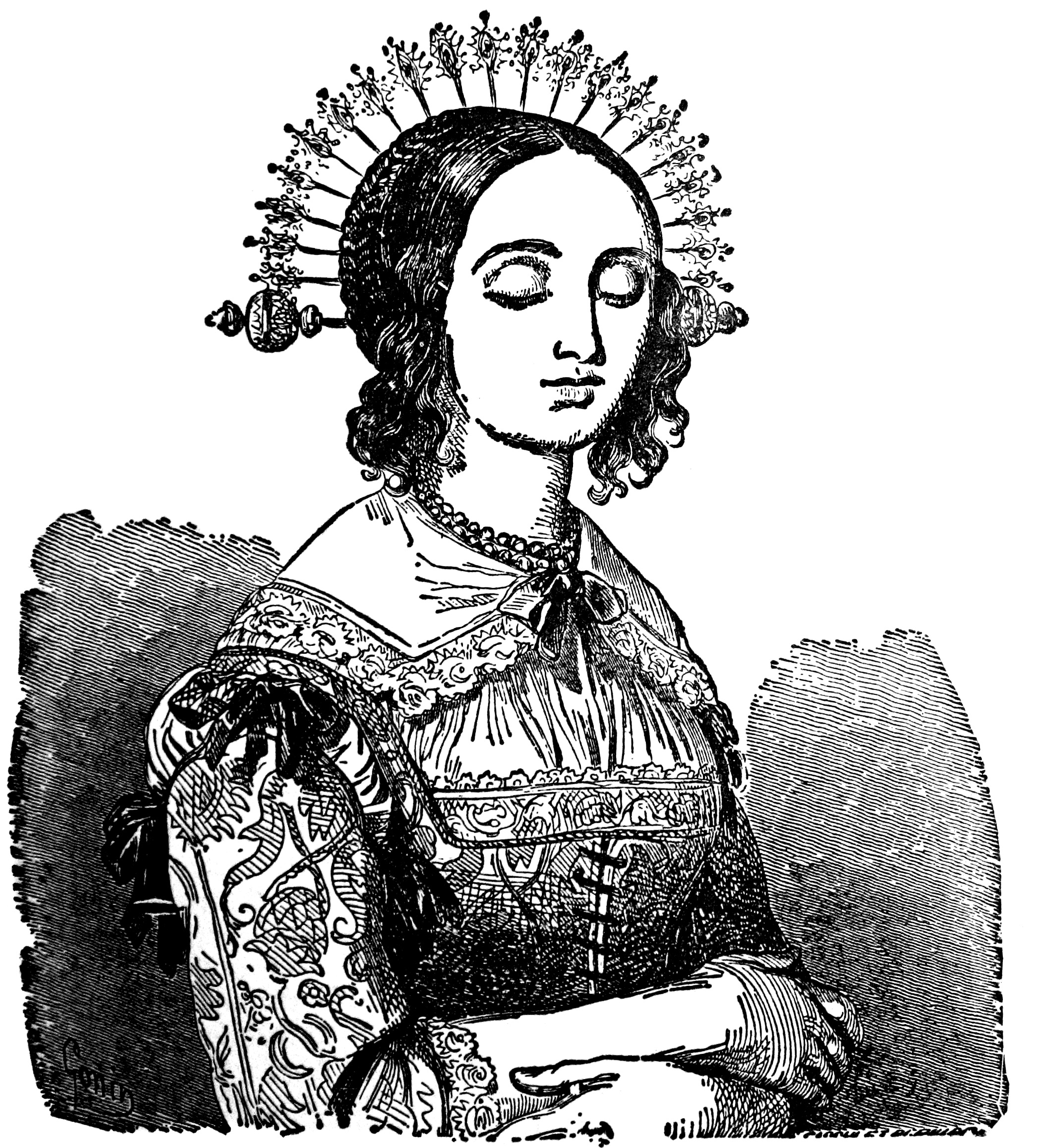
Lucia (dito)

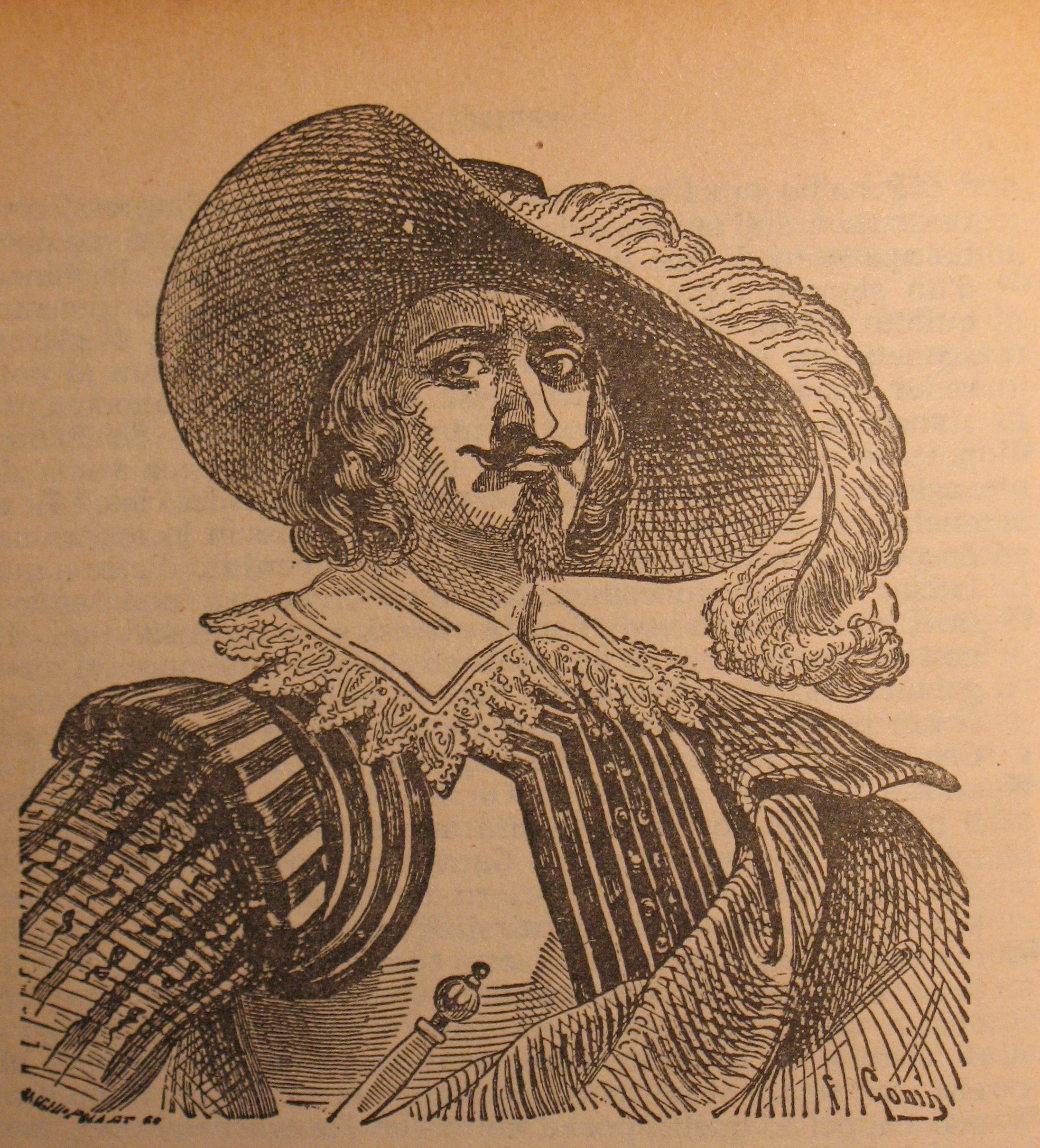
Don Rodrigo (dito)

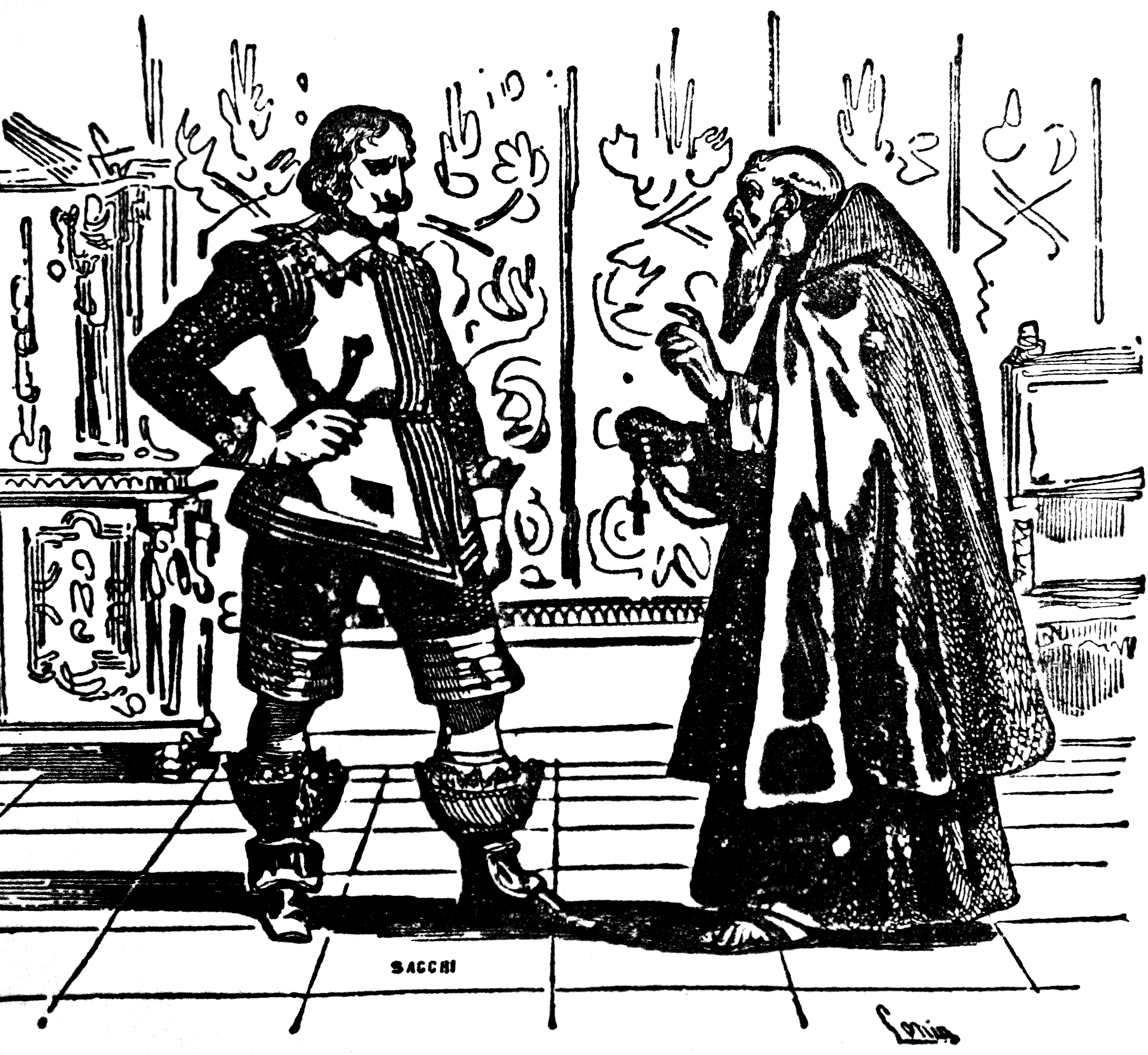
Konfrontation zwischen Bruder Christophorus und Don Rodrigo

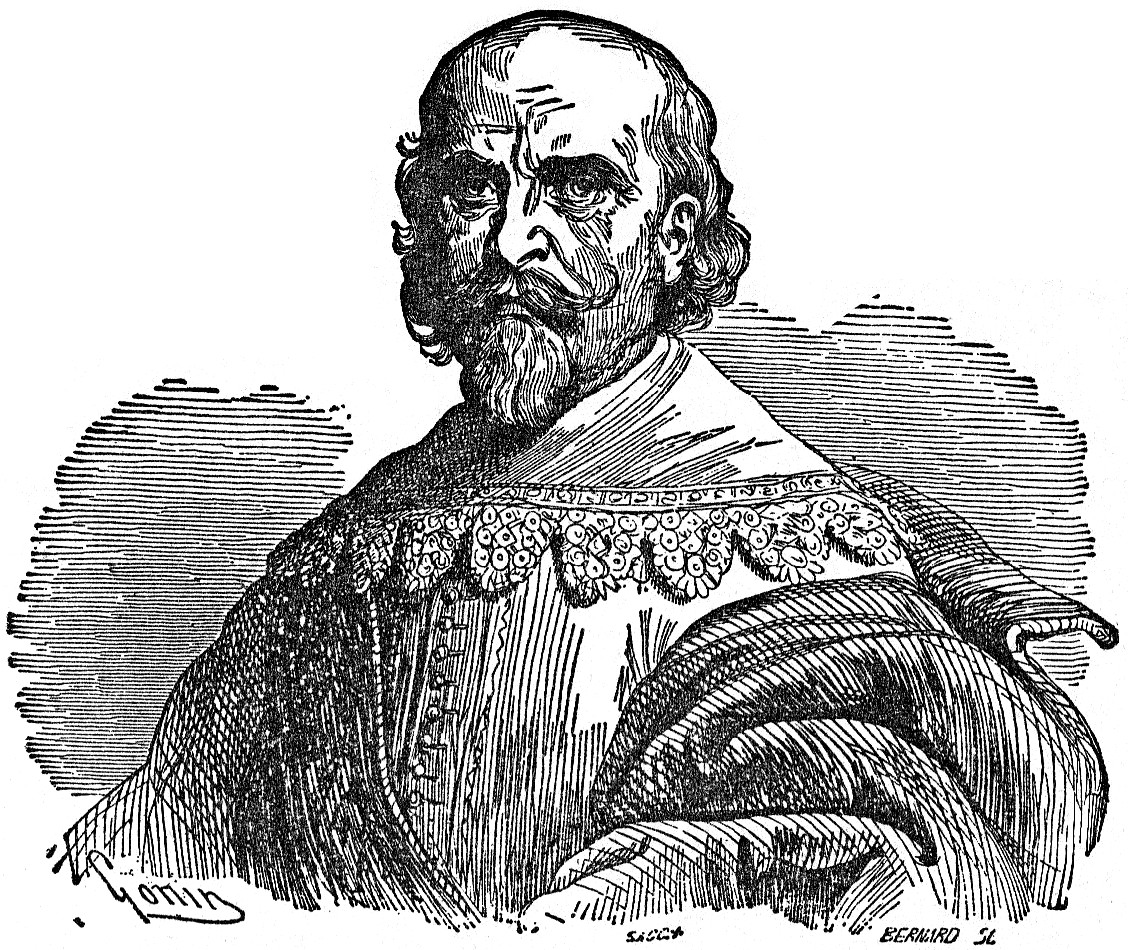
Der Ungenannte

## Entstehung
Zwanzig Jahre hat es von der Idee bis zur Endfassung des Romans gedauert. Nachdem Manzoni bis dahin nur Gedichte und Dramen geschrieben hatte, fasste er 1821 den Plan, angeregt durch den großen Erfolg der historischen Romane von Walter Scott, ein Buch nicht nur für die Bildungselite, sondern für das ganze italienische Volk zu schreiben. Es sollte sein Beitrag zur nationalen Einheit Italiens sein. Dazu brauchte er jedoch außer einer tragfähigen Geschichte auch eine in ganz Italien verständliche Sprache, die es damals – anders als in Frankreich, England oder im deutschsprachigen Raum – so noch nicht gab: Man schrieb entweder im jeweiligen Dialekt oder in einer noch stark vom Gelehrtenlatein geprägten Kunstsprache (Manzoni selbst sprach in Mailand lombardisch und sonst überwiegend französisch).
Eine erste Fassung mit dem Arbeitstitel Fermo e Lucia beendete er 1823, gab sie aber nicht zum Druck (sie wurde erst 1915 unter dem Titel Gli sposi promessi veröffentlicht), sondern begann sofort eine gründliche Um- und Neubearbeitung, deren Ergebnis dann 1827 in drei Bänden erschien, nun unter dem Titel I Promessi Sposi (die sogenannte „Ventisettana“). Aber auch diese Fassung genügte Manzonis sprachlichen und damit kulturpolitischen Ansprüchen nicht, da sie noch zu viele lombardische Elemente enthielt, und so machte er sich, ermutigt durch den enormen Publikumserfolg, der ihn selbst überraschte – zahlreiche Auflagen, davon die meisten allerdings Raubdrucke, Übersetzungen in alle großen europäischen Sprachen – an eine erneute Überarbeitung, diesmal vor allem der Sprache, um sie noch besser dem florentinischen Toskanisch anzugleichen, das seit Dante, Petrarca und Boccaccio als „die unvergleichlich schönste und reichste“ Form des Italienischen galt. Das Ergebnis dieser sogenannten „Spülung im Arno“ (risciacquatura in Arno) erschien schließlich 1840–1842 in einer dreibändigen illustrierten Neuausgabe (der „Quarantana“), die seitdem als maßgeblich gilt und allen Übersetzungen zugrunde liegt.

## Stil

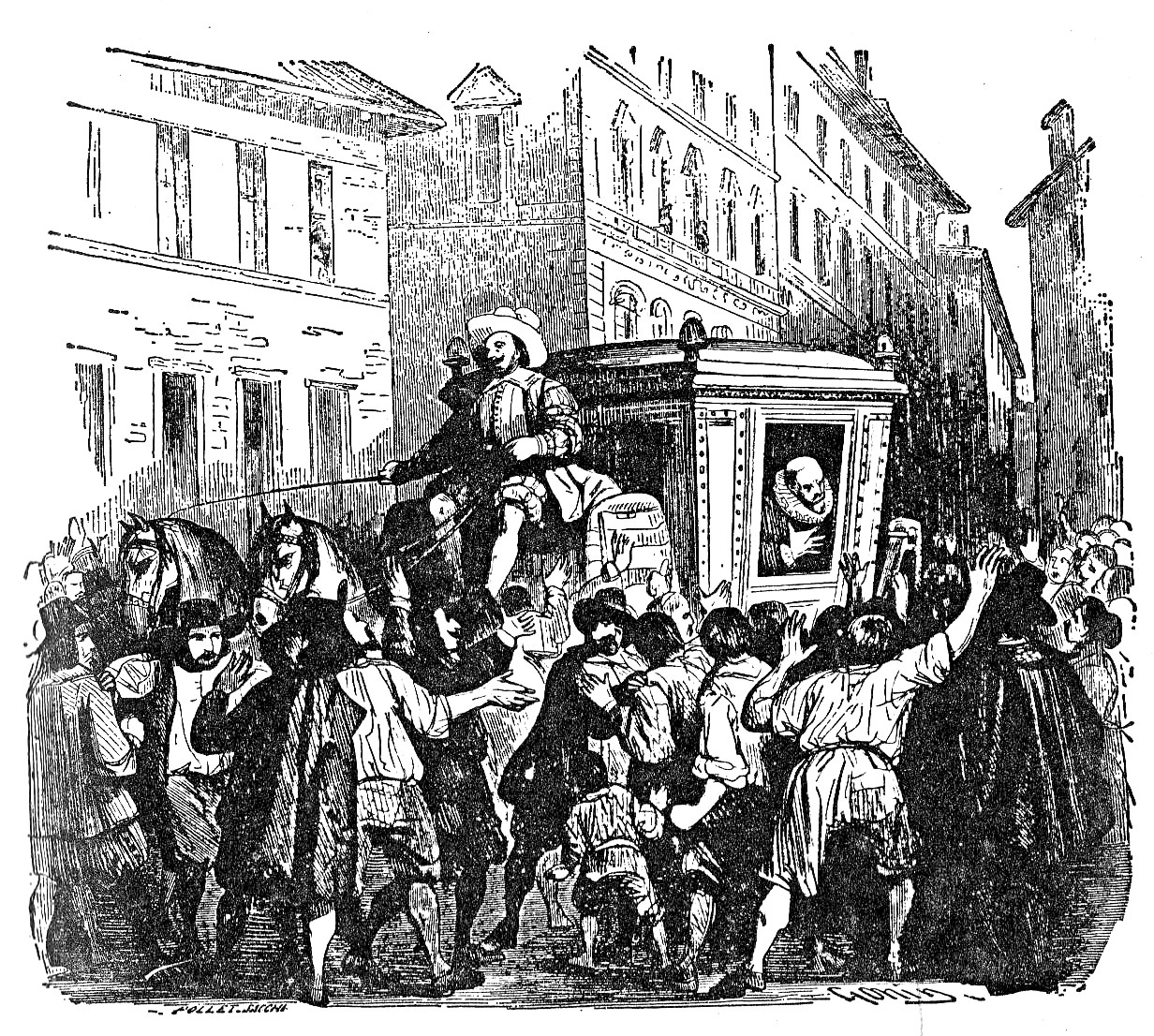
Die Brotunruhe in Mailand

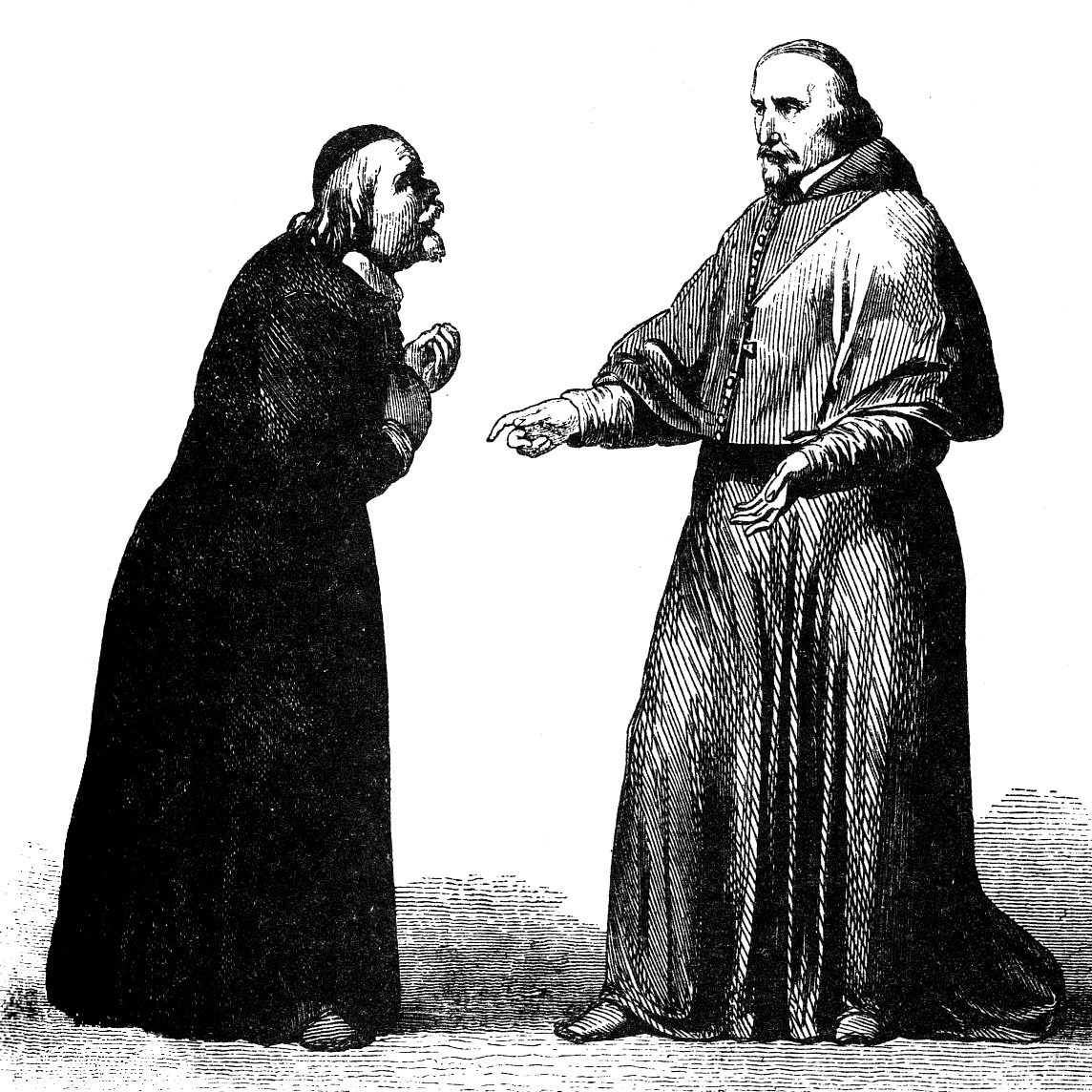
Kardinal Federigo Borromeo rügt Don Abbondio

Charakteristisch für Manzonis Erzählstil ist, wie man an der oben zitierten Schlussbemerkung gut sehen kann, dass er die Fiktion der gefundenen und angeblich nur bearbeiteten Handschrift gern und häufig dazu benutzt, eigene Kommentare über das erzählte Geschehen, die Handlungen, Gedanken und Motive der Personen oder allgemein die Zeitumstände und Bedingungen der Epoche einzuflechten. Dadurch gelingt es ihm nicht nur, für das Verständnis wichtige Informationen über historische Fakten unterzubringen, sondern auch, die ganze Geschichte mit einer leisen, oft melancholischen Ironie zu grundieren. Bisweilen erlaubt er sich sogar, die Erzählung zu unterbrechen, um seitenlange Exkurse über geschichtliche Entwicklungen einzuschieben. Gleich im ersten Kapitel zitiert er vier Seiten aus historischen Dokumenten über die (vergeblichen) Bemühungen der regierenden Spanier, das Unwesen der sogenannten Bravi zu bekämpfen, die sich den adligen Herren als Handlanger, Schergen, Leibwächter und notfalls Auftragskiller andienten. In Kapitel 12 erklärt er die politökonomischen Hintergründe des Mailänder „Brotaufstands“, in den Renzo hineingerät. In den Kapiteln 31–32 beschreibt er auf fünfzig Seiten die Entstehung der großen Pest von 1630 und die Vorstellungen, die damals in den Köpfen der meisten Menschen darüber herrschten.
In den erzählenden Passagen ist Manzonis Stil zumeist von einer großen, fast filmischen Anschaulichkeit: Räume werden stets sehr exakt beschrieben, desgleichen die Gesten, Blicke und Körperhaltungen der in ihnen agierenden Personen, als ginge es darum, sie für das Auge einer Kamera zu inszenieren. Der Anfang des Romans ist wie der Anfang eines epischen Films gebaut: Aus großer Höhe sieht man auf den Comer See hinunter wie aus einem Flieger oder Hubschrauber, der langsam niedersinkt, bis er fast auf der Höhe der Brücke von Lecco angelangt ist und schließlich, nach einem seitlichen Schwenk, sogar auf der Höhe der Kieselsteine, die der Pfarrer beim abendlichen Spaziergang am Ufer vom Weg kickt. Über weite Strecken wird die Geschichte der beiden Brautleute aus der Froschperspektive erzählt, allerdings auch immer wieder aus ganz anderen Perspektiven, ja der Perspektivenwechsel ist geradezu ein Stilmerkmal, ebenso wie die erlebte Rede und der innere Monolog, die angeblich erst viel später von Flaubert und Joyce, den sogenannten Vätern der Moderne, erfunden wurden. Wie originell Manzoni vorgeht, wird noch deutlicher, wenn man ihn mit anderen italienischen Romanciers seiner Zeit vergleicht, etwa mit Massimo d’Azeglio oder Cesare Cantù, deren historische Romane der Manzoni-Bewunderer Umberto Eco als Kunstgewerbe und unlesbar bezeichnet.
Tatsächlich war der Roman zu seiner Zeit das genaue Gegenteil von behäbig und konventionell: situiert nicht in einem romantisch-heroischen Mittelalter mit hochherrschaftlichem Personal aus edlen Rittern, Burgfräulein und Knappen, sondern im 17. Jahrhundert während der spanischen Fremdherrschaft, einer Zeit der Versklavung Italiens; die Helden einfache, arme und fromme Landleute, die von rücksichtslosen Feudalherren bedrängt und verfolgt werden, so dass sie vor ihnen fliehen müssen, wodurch sie brutal auseinandergerissen werden und sich erst nach 800 Seiten wiederfinden. Infolgedessen ist das Ganze auch gar keine richtige Liebesgeschichte, denn die meiste Zeit sind die beiden Verlobten getrennt, jeder auf seinem Weg durch die Wirren der Zeit. Gerade das aber nutzt Manzoni, um diese Wirren zu schildern in einem breiten, vielschichtigen, farbigen, dabei von bitterer Welterfahrung durchtränkten Panorama. Erzählend seziert er mit feinstem sozio- und psychologischem Analysebesteck die komplexe Klassen- und Ständegesellschaft des italienischen 17. Jahrhunderts, so dass seine Leser darin unversehens die Grundzüge und Probleme Italiens ihrer Zeit (und sogar wir noch viele der heutigen) wiedererkennen.

## Rezeption und Literarische Bedeutung
Manzonis Roman hat für die italienische Literatur etwa – wenn man solche Vergleiche überhaupt ziehen kann – die Bedeutung, die Goethes Faust im deutschsprachigen Raum hat, oder um es mit seinem letzten englischen Übersetzer Bruce Penman zu sagen: „Wenn Dickens nur einen Roman geschrieben hätte und es keinen Fielding oder Thackeray gäbe, wenn dieser Roman das Thema einer erfolgreichen nationalen Befreiungsbewegung vorweggenommen und einen tiefen, bleibenden und wohltätigen Einfluß auf die englische Sprache ausgeübt hätte, dann würden wir ein Buch haben, das in unserer Literatur den gleichen Stand hätte wie die Promessi Sposi in der italienischen.“ Der Roman ist Pflichtlektüre an den weiterführenden Schulen, viele Angehörige der älteren Generation können den Anfang immer noch auswendig, es gibt Berge von Sekundärliteratur. Durch diese exzessive Kanonisierung und Dauerkommentierung ist er in den Ruf eines verstaubten Klassikers gekommen, mit dem viele Italiener nichts anfangen können. Im Gegensatz dazu pflegte Umberto Eco zu sagen: „Ich liebe diesen Roman, weil ich das Glück hatte, ihn das erste Mal zu lesen, bevor ich in der Schule damit gequält wurde.“
Goethe, dem Manzoni sein Werk nach Weimar geschickt hatte, zeigte sich von dem Roman sehr angetan. Wie Eckermann berichtet, fand er, „daß Manzonis Roman alles überflügelt, was wir in dieser Art kennen […] Manzonis innere Bildung erscheint hier auf einer solchen Höhe, daß ihm schwerlich etwas gleichkommen kann; sie beglückt uns als eine durchaus reife Frucht. Und eine Klarheit in der Behandlung und Darstellung des einzelnen wie der italienische Himmel selber.“
Die Beschreibung der Pest, die als eigenständiger historischer Essay, für den Manzoni z. T. wörtlich zitierte zeitgenössische Dokumente und Darstellungen studiert hat, in den Roman eingebettet ist, gilt als einer der Höhepunkte der italienischen Prosa überhaupt und reiht sich ein in die großen literarischen Pestdarstellungen seit der Antike.
Goethe hat jedoch diese Leistung aus poetischen Gründen nicht gewürdigt. Wie Eckermann berichtet, hatte er zwar am 21. Juli gesagt, Manzoni sei „ein ausgezeichneter Historiker […], wodurch denn seine Dichtung die große Würde und Tüchtigkeit bekommen hat, die sie über alles dasjenige weit hinaushebt, was man gewöhnlich sich unter Roman vorstellt“. Aber zwei Tage später, als er zu den Pestkapiteln gelangt war, fand Goethe, „daß der Historiker dem Poeten einen bösen Streich spielt, indem Herr Manzoni mit einemmal den Rock des Poeten auszieht und eine ganze Weile als nackter Historiker dasteht. Und zwar geschieht dieses bei der Beschreibung von Krieg, Hungersnot und Pestilenz, welche Dinge schon an sich widerwärtiger Art sind, und die nun durch das umständliche Detail einer trockenen chronikhaften Schilderung unerträglich werden. Der deutsche Übersetzer muß diesen Fehler zu vermeiden suchen, er muß die Beschreibung des Krieges und der Hungersnot um einen guten Teil, und die der Pest um zwei Drittel zusammenschmelzen, so daß nur so viel übrig bleibt, als nötig ist, um die handelnden Personen darin zu verflechten.“ Immerhin beschließt Goethe seine kritischen Ausführungen mit dem Satz: „Doch sobald die Personen des Romans wieder auftreten, steht der Poet in voller Glorie wieder da und nötigt uns wieder zu der gewohnten Bewunderung.“ Der erste deutsche Übersetzer Daniel Leßmann hat sich diesen Rat des alten Geheimrats allerdings nicht zu Herzen genommen und in den Pest-Kapiteln nur „einige Nebenzüge“ weggelassen, da sie, wie er in einer Nachbemerkung schreibt, lediglich für Manzonis Landsleute oder gar bloß für seine Mailänder Mitbürger von Belang seien.
Was die Sprache betrifft, so hat Manzoni durch seine Entscheidung, den Roman durchgängig im Toskanischen der gebildeten Florentiner zu schreiben, einen kaum hoch genug einzuschätzenden Beitrag zur Herausbildung einer allgemeinverständlichen italienischen Literatursprache geleistet, der sich am ehesten mit der Bedeutung von Luthers Bibelübersetzung für die deutsche Sprache vergleichen lässt.

## Ausgaben
- 1827: I Promessi Sposi, 3 Bände (dt. Die Verlobten, übersetzt von Daniel Leßmann, Berlin 1827, rev. 1832, und ebenso, Die Verlobten, übersetzt von Eduard von Bülow. Leipzig 1828, rev. 1837)
- 1840–1842: I Promessi Sposi, Veröffentlichung in Folgen (bei Guglielmini und Redaelli, Mailand), zusammen 3 Bände, mit Illustrationen von Francesco Gonin

Moderne Ausgaben:
- I Promessi Sposi, hrsg., eingel. u. komm. von Guido Bezzola, mit den Illustrationen von Francesco Gonin, 2 Bände, Biblioteca Universale Rizzoli, Mailand, 1961, 1977, ISBN 88-17-12114-2
- I Promessi Sposi, hrsg., eingel. u. komm. von Vittorio Spinazzola, Garzanti, Mailand 1966, 1993, ISBN 88-11-58037-4
- I Promessi Sposi, hrsg. von Fausto Ghisalberti, Hoepli, Mailand 1992, ISBN 88-203-2013-4
- I Promessi Sposi, hrsg., eingel. u. komm. von Angelo Stella, Biblioteca della Pléiade, Einaudi-Gallimard, Turin 1995, ISBN 88-446-0028-5

## Deutsche Übersetzungen
Bereits die Erstfassung des Romans von 1827 ist – nicht zuletzt dank einer sehr positiven Beurteilung von Goethe – sofort ins Deutsche übersetzt worden, sogar in zwei konkurrierenden Fassungen, deren erste noch im selben Jahr 1827 in Berlin herauskam, die zweite ein Vierteljahr später in Leipzig. Danach sind im Schnitt alle zehn Jahre neue deutsche Übersetzungen erschienen, allein im 19. Jahrhundert weitere fünf, immer unter dem Titel Die Verlobten, und im 20. Jahrhundert nochmals acht (von denen sich jedoch manche deutlich auf ihre Vorgänger stützten oder – wie die von Lernet-Holenia – keinen Wert auf Vollständigkeit legten).
Mindestens 15 Übersetzungen sind noch auffindbar, fast alle unter dem Titel Die Verlobten: von Daniel Leßmanns und Eduard von Bülows parallelen Erstübersetzungen bis zu den neueren von – u. a. – Johanna Schuchter, München 1923, Alexander Lernet-Holenia, Zürich 1958, Ernst Wiegand Junker, München 1960, und Caesar Rymarowicz, Berlin (DDR) 1979; Die bisher letzte Neuübersetzung ist 2000 unter dem Titel Die Brautleute von Burkhart Kroeber vorgelegt worden.

## Verfilmungen
- 1909 – I promessi sposi – Regie: Luca Comerio
- 1913 – I promessi sposi – Regie: Eleuterio Rodolfi
- 1913 – I promessi sposi – Regie: Ubaldo Maria Del Colle
- 1923 – I promessi sposi – Regie: Mario Bonnard
- 1941 – I promessi sposi (Die Verlobten) – Regie: Mario Camerini, mit Gino Cervi als Renzo
- 1964 – I promessi sposi – Regie: Mario Maffei
- 1967 – I promessi sposi (Fernsehfilm) – Regie: Sandro Bolchi
- 1974 – Come parli, frate? – Regie: Nanni Moretti (Filmparodie auf die Promessi sposi)
- 1989 – Die Verlobten I promessi sposi (Fernsehminiserie, 5 Teile) – Regie: Salvatore Nocita, mit Alberto Sordi, Burt Lancaster, Dario Fo, F. Murray Abraham, Franco Nero und Helmut Berger.

## Sekundärliteratur in deutscher Sprache
- Walter Anderson: Beiträge zur Topographie der „Promessi Sposi“. In: Acta et commentationes Universitatis Tartuensis (Dorpatensis). B, Humaniora. XXV, Dorpat 1931, hdl:10062/18781.
- Wido Hempel: Manzoni und die Darstellung der Menschenmenge als erzähltechnisches Problem in den „Promessi sposi“, bei Scott und in den historischen Romanen der französischen Romantik. Schrepe, Krefeld 1974, ISBN 3-7948-0158-X.
- Johannes Hösle: Alessandro Manzoni „Die Verlobten“. Fink, München 1975 (= Literatur im Dialog, Band 7).
- Hugo Blank: Goethe und Manzoni: Weimar und Mailand. Winter, Heidelberg 1988, ISBN 3-533-03985-4.
- Werner Ross (Hrsg.): Goethe und Manzoni: Deutsch-italienische Beziehungen um 1800. Niemeyer, Tübingen 1989, ISBN 3-484-67001-0.
- Friedrich Wolfzettel, Peter Ihring (Hrsg.): Literarische Tradition und nationale Identität. Literaturgeschichtsschreibung im italienischen Risorgimento. Niemeyer, Tübingen 1991, ISBN 3-484-50319-X.
- Hugo Blank (Hrsg.): Weimar und Mailand: Briefe und Dokumente zu einem Austausch um Goethe und Manzoni. Winter, Heidelberg 1992, ISBN 3-533-04537-4.
- Franca Janowski: Alessandro Manzoni. In: Volker Kapp (Hrsg.): Italienische Literaturgeschichte. 3., erweiterte Auflage. Metzler, Stuttgart / Weimar 2007, ISBN 3-476-02064-9, S. 266–272.
- Michael Bernsen, Geschichten und Geschichte: Alessandro Manzonis ‚I promessi sposi‘, Literatur. Forschung und Wissenschaft 32, Berlin: LIT Verlag 2015. Rezension in den Romanischen Studien